# Qingyuan, Lishui
Qingyuan, tidigare romaniserat Kingyüan, är ett härad i östra Kina, och tillhör Lishuis stad på prefekturnivå  i provinsen Zhejiang. Det ligger omkring 310 kilometer söder om provinshuvudstaden Hangzhou. Befolkningen uppgick till 141 500 invånare vid folkräkningen år 2010, varav 48 757 invånare bodde i huvudorten Songyuan (松源镇). Häradet var år 2000 indelat i sju köpingar (zhen) och tretton socknar (xiang).
Qingyuan härad grundades år 1197 under södra Songdynastin och fick sitt namn från kejsar Ningzongs regeringsperiod Qingyuan (1195-1201).